# Tyrrheniberus ridens
Tyrrheniberus ridens is een slakkensoort uit de familie van de Helicidae. De wetenschappelijke naam van de soort is voor het eerst geldig gepubliceerd in 1884 door E. von Martens.